# Takafumi Hori
Takafumi Hori (堀 孝史 Hori Takafumi?), född 10 september 1967, är en japansk tidigare fotbollsspelare och tränare.
Hori ledde Urawa Reds till finalen i AFC Champions League 2017 och vann guldet. Han blev utsedd till Asian Football Confederation (AFC) "Manager of the Year" 2017.